# خاندان دولتشاهی

طرف چپ ردیف بالا محمدعلی میرزا دولتشاه

خاندان دولتشاهی یک خانواده اهل ایران است که دارای اصلیت قاجاری است. جد بزرگ این خاندان محمدعلی میرزا دولتشاه فرزند ارشد فتحعلیشاه قاجار بود. او مدت هفده سال، به عنوان مرزبان عراقین، حاکم کرمانشاه، لرستان و خوزستان بوده‌است. اعضای این خاندان در زمان حکومت‌های قاجاریه و پهلوی اول نقش دیوان‌سالاری داشتند.

## تبار
خاندان دولتشاهی از نسل محمد علی میرزا دولتشاه شاهزاده قاجاری است. سردودمان قاجاریه مربوط به یکی از طایفه‌های ترک اُغوز در شمال شرق ایران به نام ایل قاجار بود که به همراه چند طایفه ترکمان و تاتار دیگر به شام و آناتولی کوچیدند. آنان ابتدا در پیرامون ارمنستان ساکن شدند. هنگامی که تیمور گورکانی به این ناحیه تاخت، قبایل ترک بسیاری از جمله قاجارها و دیگر کوچندگان را به بند کشید و قصد تبعید آن‌ها را داشت؛ ولی آن‌ها به خواهش خواجه علی سیاهپوش - صوفی خانقاه صفوی - آزاد شدند که این موضوع باعث شیعه شدن آنان و ارادتشان به خاندان صفوی شد. شاه عباس بزرگ یک دسته از آنان را در استرآباد (گرگان امروزی) ساکن کرد. پس از آن قبیلۀ قاجار به یکی از سازندگان سپاه قزلباش تبدیل شد که ارتش حکومت صفویان به شمار می‌آمدند. حکومت قاجاریه نیز که در ۱۷۸۹ تأسیس شد از قاجارهای استرآباد تشکیل شده‌بود.

## شجره نامه
محمد علی میرزا قاجار که دولتشاه نامیده می‌شد، در هنگام مرگ دارای ۱۰ فرزند پسر و ۱۴ فرزند دختر بود، که نسل او (خاندان دولتشاهی)، از نوادگان همین ۱۰ پسر به‌شمار می‌آیند. در این میان نسبت بیشتر افرادی که خاندان دولتشاهی را تشکیل داده‌اند به امامقلی میرزای عمادالدوله می‌رسد و نوادگان بقیۀ پسران وی خاندان‌های دیگری را به وجود آورده‌اند.
پسران:
اسامی پسران محمدعلی میرزا دولتشاه بشرح زیر هستند:
1. محمدحسین میرزا حشمت‌الدوله، از بطن دختر احمد خان مقدم مراغه، بزرگترین نواده فتحعلی‌شاه بود و در سال ۱۲۱۸ قمری متولد شد. پس از فوت دولتشاه به فرمان فتحعلی‌شاه به حکومت کرمانشاه رسید. در زمان محمدشاه قاجار از حکومت عزل شد و در تبریز درگذشت.[۴]
2. تهماسب میرزا مؤیدالدوله، از بطن مادری اصفهانی در سال ۱۲۲۰ قمری در قزوین متولد شد. او در طول زندگانی به حکومت‌های مختلف منصوب شد، از جمله حکومت کرمانشاه که پس از عزل عمادالدوله به او سپرده شد.
3. نصرالله میرزا والی، او از بطن دختر محمدیوسف‌خان والی لرستان فیلی متولد شد. در جوانی به دامادی محمدتقی میرزا حسام‌السلطنه (پسر هفتم فتحعلی‌شاه) رسید و چندی در لرستان حکومت کرد. پس از به حکومت رسیدن محمدشاه به تهران آمد و در زمان ناصرالدین شاه از ملتزمین رکاب بود.[۴]
4. اسداللّه میرزا، وی از بطن مادری عرب متولد شد. در ایام حیات دولتشاه چندی در همدان و خوزستان حکومت کرد. در ۱۲۵۱ قمری در سنین جوانی درگذشت.
5. فتح‌اللّه میرزا، در دوران محمدشاه در تهران اقامت داشت و در جوانی درگذشت.[۴]
6. امامقلی میرزا عمادالدوله، مادرش مهرافروزخانم کلهر دختر یکی از بزرگان ایل کلهر بود.[۵] ابتدا در سنقر و کلیایی حکومت داشت. سپس مدتی در تهران به تحصیل سپری کرد. در دوران ناصرالدین شاه دو بار به حکومت کرمانشاه و کردستان منصوب شد و مدتی نیز وزیر عدلیه بود. امامقلی میرزا در سفر اول ناصرالدین شاه به فرنگ در رکاب او بود. او در رجب ۱۲۹۲ قمری در کرمانشاه درگذشت.
7. نوراللّه میرزا
8. جهانگیر میرزا، مادرش از اهالی تفلیس بود. در ابتدای سلطنت محمدشاه به مدت شش ماه حکومت یزد را داشت. سپس بلوک اردهال قم به تیول او داده شد و خود نیز در قم ساکن گشت. جهانگیر میرزا با دختر عمه خود که دختر آصف‌الدوله از بطن مریم خانم دختر فتحعلی‌شاه بود ازدواج کرد و صاحب فرزندی شد که در اوان خردسالی درگذشت.[۴] سایر فرزندان او (احتمالا از همسری دیگر) بی‌بی‌جهان خانم و جهاندار میرزا بودند. بی‌بی‌جهان خانم با خانلرخان اعتصام‌الملک از خاندان محمودی ازدواج کرد.[۶] جهانگیر میرزا در سال ۱۲۷۳ قمری در قم درگذشت.[۴]
9. رحیم میرزا
10. ابوالحسن میرزا

دختران:
1. جهان‌آرا خانم (درگذشته دهم شوال ۱۳۰۱ قمری)[۷] خواهر بطنی عمادالدوله، به همسری فرهاد میرزا معتمدالدوله درآمد.
2. صفیه سلطان خانم، مادرش دختر یکی از خوانین زرین چقا بود. به ازدواج شهمراد خان پسر حسین‌خان ساکی والی لرستان درآمد و پس از درگذشت او، همسر یکی از اشراف کرمانشاه شد.[۸]

تهیه شجره‌نامه کامل و دقیق از این خاندان گسترده که برخی شمار اعضای آن را در سرتاسر دنیا، تا پنجاه هزار نفر نیز برآورد کرده‌اند کار بسیار دشواری است. در این ارتباط، جورج پرسی چرچیل، دبیر شرقی سفارت انگلیس، در گزارش محرمانۀ خویش خطاب به مقامات وزارت خارجه انگلیس که در سال‌های اخیر در کتابی با عنوان فرهنگ رجال قاجاریه (به ترجمۀ غلامحسین میرزا صالح) انتشار یافته، می‌نویسد:
شجرهٔ خانوادهٔ محمدعلی دولتشاه که به اهتمام هاسینت لوئی رابینو دی بور گوماله [کارمند کنسولگری انگلیس در کرمانشاه به کمک یکی از افراد خاندان دولتشاهی به نام حاتم‌خان فیض خسروی که وی نیز کارمند کنسولگری انگلیس بوده] تهیه شده، حاکی از این حقیقت است که تدوین شجره نامهٔ کامل خاندان قاجاریه چه کار عظیم و طاقت‌فرسایی خواهد بود.

## نام‌های خانوادگی
بیشتر نوادگان محمدعلی میرزا دولتشاه دارای نام خانوادگی دولتشاهی هستند. اما شاخه‌های دیگری از اعقاب محمدعلی میرزا دولتشاه نام‌های خانوادگی متفاوتی برگزیدند که دولتشاهی، دولتشاه ,فاتحی، فیض خسروی، جلالی‌قاجار، صفدری‌قاجار و دولت‌داد از آن جمله هستند.

## کاخ‌ها و عمارت‌ها

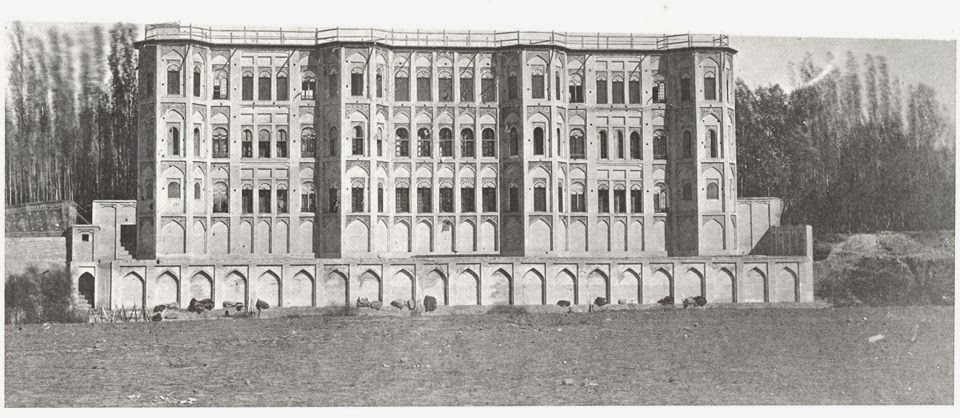
عمادیه، یکی از کاخ‌های خاندان دولتشاهی در کرمانشاه که در دوره پهلوی تخریب شد.

عمارتی بزرگ نیز در خیابان شریعتی جنب دانشکده دندانپزشکی (بیمارستان راه سابق) وجود دارد که در حال حاضر مخروبه گردیده است.
خاندان دولتشاهی در دورۀ حکومت قاجاریان برای خود کاخ‌ها و عمارت‌هایی ساختند که مهم‌ترین آن‌ها عمارت عمادیه و عمارت کلاه‌فرنگی در کرمانشاه بود که هر دو در دوران پهلوی تخریب شد.

## نوادگان دولتشاه

### نوادگان از جانب پدر
- علیقلی میرزا صارم‌الدوله (درگذشته ۱۲۵۱) حاکم لرستان[۱۴]
- بدیع‌الملک میرزا عمادالدوله (۱۲۱۶–۱۲۸۱) حاکم کردستان[۱۵]
- مرتضی‌قلی میرزا منصورالسلطان (درگذشته ۱۲۸۴) حاکم کردستان[۱۶]
- ملک ایرج میرزا امیرمحترم    (۱۲۵۲–۱۳۲۸) حاکم بروجرد، خرم‌آباد و همدان، نماینده کرمانشاه در دوره هفتم و هشتم مجلس شورای ملی
- محمدباقر میرزا خسروی کرمانشاهی (۱۲۲۸–۱۲۹۸) نویسندهٔ نخستین رمان در تاریخ ادبیات ایران
- ابراهیم میرزا مشکوه‌الدوله، حاکم تویسرکان و نهاوند[۱۷]
- مهندس محمد محسن دولتشاهی  از نوادگان شاهزاده موید السلطان  (عبدالصمد میرزا دولتشاهی   وفات بیست یکم مرداد ماه 1310 محل دفن امام زاده عبدالله شهر ری  صحن اصلی آرامگاه خانوادگی خاندان دولتشاهی ) حاکم ایالات خوزستان ، دزفول ، کرمانشاهان  فرزند شاهزاده تهماسب میرزا مؤیدالدوله
- دکتر امیر حسین دولتشاهی  دکتری ادبیات فارسی  ، محقق و خبرنگار ،از نوادگان شاهزاده موید السلطان  (عبدالصمد میرزا دولتشاهی  وفات بیست یکم مرداد ماه 1310 محل دفن امام زاده عبدالله شهر ری  صحن اصلی آرامگاه خانوادگی خاندان دولتشاهی ) حاکم ایالات خوزستان ، دزفول ، کرمانشاهان  فرزند شاهزاده تهماسب میرزا مؤیدالدوله استاد دانشگاه شهید بهشتی
- شهید محمد علی دولتشاهی که در جنگ هشت ساله ایران با عراق  در عملیات ازاد سازی خرمشهر در تاریخ سوم خرداد سال ۱۳۶۱ به شهادت رسید  وی ازنوادگان شاهزاده موید السلطان  (عبدالصمد میرزا دولتشاهی  وفات بیست یکم مرداد ماه 1310 محل دفن امام زاده عبدالله شهر ری  صحن اصلی آرامگاه خانوادگی خاندان دولتشاهی ) حاکم ایالات خوزستان ، دزفول ، کرمانشاهان  فرزند شاهزاده تهماسب میرزا مؤیدالدوله می باشد
- مهندس مرتضی دولتشاهی وی از  نوادگان شاهزاده موید السلطان  (عبدالصمد میرزا دولتشاهی ولادت نامشخص  وفات بیست یکم مرداد ماه 1310 محل دفن امام زاده عبدالله شهر ری  صحن اصلی آرامگاه خانوادگی خاندان دولتشاهی ) حاکم ایالات خوزستان ، دزفول ، کرمانشاهان  فرزند شاهزاده تهماسب میرزا مؤیدالدوله می باشد
- غلامعلی دولتشاهی (۱۲۵۶–۱۳۱۱) رئیس تشریفات دربار رضاشاه پهلوی و پدرزن رضاشاه[۱۸]
- حسنعلی دولتشاهی، نماینده مجلس شورای ملی ایران[۱۹]
- محمدعلی دولتشاهی (۱۲۶۳–۱۳۱۳) رئیس تشریفات دربار رضاشاه پهلوی و نماینده مجلس شورای ملی ایران[۲۰]
- ابوالفتح دولتشاهی (۱۲۶۵–۱۳۵۰) نماینده مجلس شورای ملی ایران[۲۱]
- عزت‌ملک اشرف‌السلطنه (۱۲۴۲–۱۲۹۴) اولین زن عکاس ایرانی[۲۲]
- یحیی دولتشاهی (۱۲۷۸-؟) نقاش، شاگرد کمال الملک
- مهرانگیز دولت‌شاهی (۱۲۹۶–۱۳۸۷) دیپلمات و فعال حقوق زنان[۲۳]
- اسماعیل دولتشاهی (فرزند امیرمحتشم از نوادگان عمادالدوله) نویسنده، مترجم و روزنامه‌نگار برجسته و نامدار ایرانی، و استاد و مدّرس تاریخ در دانشگاه‌های مختلف[۲۴]
- فریدون دولتشاهی، نویسنده، روزنامه‌نگار و مترجم برجستهٔ ایرانی
- حشمت‌الله دولتشاهی (حشمت‌السلطان) نویسنده و فیلسوف[پانویس ۱]
- غلامحسین محتشم‌دولتشاهی (کرمانشاه۱۲۹۹–تهران۱۳۷۸) فرزند امیر محتشم و برادر اسماعیل دولتشاهی، از نخستین فارغ‌التحصیلان رشته حقوق دانشگاه تهران، مدتی رئیس اداره دارایی استان کرمانشاه، نویسنده نشریاتی چون «تعلیم و تربیت» و روزنامه «خاک و خون» مسلط به زبان‌های عربی، انگلیسی و آلمانی. فرزندان:دکتر طهماسب، بهنام و دکتر نیلوفر
- علاءالدین دولتشاهی، بنیان‌گذار شبکه دوم تلویزیون ملی ایران موسوم به تلویزیون آموزشی
- سلطان محمد دولتشاهی (معروف به شازده امیری) شهردار کرمانشاه، رئیس شهربانی اصفهان، اراک، همدان و کردستان
- هوشنگ دولتشاهی فرزند عبدالجواد میرزا دولتشاهی فرزند امیر محترم نوه دولتشاه قاجار پسر بزرگ فتحعلیشاه قاجار
- سیامک دولتشاهی فرزند یداله میرزا دولتشاهی فرزند امیر اکرم دولتشاهی.
- سامان دولتشاهی برادر کوچک تر سیامک دولتشاهی فرزند یداله میرزا دولتشاهی.
- بهرام دولتشاهی فرزند نصرت اله میرزا دولتشاهی
- علیرضا دولتشاهی فرزند بهرام دولتشاهی
- خان محمد و اسماعیل خان فیض خسروی فرزندان حاتم خان فیض خسروی
- فریبرز دولتشاهی فرزند عبدالجواد میرزا دولتشاهی فرزند امیر محترم نوه دولتشاه قاجار پسر بزرگ فتحعلیشاه قاجار.
- بهمن دولتشاهی بنیانگذار کانون مترقیان در کرمانشاه فرزند امیرزاده نوۀ امیر محترم نماینده دوره ششم مجلس و حاکم ثلاث و باباجانی
- علیرضا دولتشاهی[۲۵] (تهران ۱۳۴۴ خورشیدی)، فرزند ملک منصور دولتشاهی (۱۳۷۲-۱۳۰۴). از نوادگان منوچهر میرزا فرزند بدیع‌الملک میرزا عمادالدوله. لهستان‌شناس و پژوهشگر علوم انسانی. او در زمینه جنبش حروفیه در ایران تألیفاتی دارد. چند نسخه خطی حروفیان را نیز تصحیح نموده‌است. در حوزه مطالعه روابط ایران و لهستان دارای تألیفاتی است: از جمله می‌توان به کتاب «لهستانیان و ایران» (انتشارات بال ۱۳۸۶) اشاره کرد. وی در همکاری با ایرانشناس لهستانی ایونا نویسکا ادبیات لهستانی را به زبان فارسی ترجمه می کند. از ترجمه های دولتشاهی و نویسکا از شعر لهستانی تا کنون سه دفتر از اشعار شاعران نامدار ادب لهستانی به فارسی منتشر شده است: «عکس‍ی‌ از ی‍ازده‌ س‍پ‍ت‍ام‍ب‍ر» از برنده جایزه نوبل ادبیات ویسلاوا شیمبورسکا (تهران، ۱۳۸۲ و چاپهای بعدی)؛ «ای زندگی، ترکم کنی می میرم» از هالینا پوشویاتوسکا (تهران، ۱۳۸۹)؛ و «غزلهای کریمه» از آدام میتسکیه‌ویچ (تهران، ۱۳۸۹)
- عمادالدین دولتشاهی
- عصمت‌الملوک دولتشاه
- سحر دولتشاهی
- احمد دولتشاهی

### ازدواج‌های معروف و نوادگان دختری
- جهان‌آرا خانم دختر دولتشاه با فرهاد میرزا معتمدالدوله ازدواج کرد، حاصل این ازدواج مهرماه خانم عصمت‌السلطنه بود.
- ابراهیم میرزا مشکوه‌الدوله، پسر امام‌قلی میرزا عمادالدوله، با عزت‌ملک خانم شرافت‌السلطنه دختر پاشاخان امین‌الملک (از ستاره خانم دختر معزالدوله) ازدواج کرد. محترم‌الدوله، دختر دیگر امین‌الملک، به ازدواج میرزا علی‌خان امین‌الدوله (صدراعظم مظفرالدین شاه) درآمد که از این طریق غلامعلی دولتشاهی (پدر عصمت دولتشاهی) و محسن‌خان امین‌الدوله (پدر علی امینی) پسرخاله یکدیگر بودند.[۲۶][۲۷]
- بتول احشمی (۱۲۷۵–۱۳۴۵) همسر دوم عبدالحسین میرزا فرمانفرما. بتول خانم از طرف پدری منتسب به یکی از خانواده‌های سادات کرمان و از طرف مادرش، نوه اسحاق میرزا پسر محمدحسین میرزا حشمت‌الدوله بود.[۲۸] او از فرمانفرما صاحب نه فرزند شد، از جمله: مریم فیروز (۱۲۹۲–۱۳۸۶) مؤسس سازمان زنان حزب توده و همسر نورالدین کیانوری، منوچهر فرمانفرمائیان (۱۲۹۶-) نویسنده و دیپلمات، عبدالعزیز فرمانفرمائیان (۱۲۹۹–۱۳۹۲) معمار و عبدالعلی میرزا فرمانفرمائیان (۱۳۱۱-) مؤسس نخستین پالایشگاه خصوصی نفت در ایران.
- بتول دولتشاهی دختر شاهزاده بدیع‌الملک میرزا عمادالدوله، با سرلشکر علی ریاضی برادر جواد ریاضی ازدواج کرد. دختر او شکوه ریاضی (۱۳۰۰–۱۳۴۱) از پیشگامان هنر و نقاشی مدرن در ایران بود.[۲۹]
- پرویز ناتل خانلری، ادیب و زبان‌شناس معاصر. مادربزرگ او «بی‌بی‌جهان» دختر جهانگیر میرزا پسر دولتشاه بود.[۳۰]
- سرورالسلطنه، دختر امامقلی میرزا عمادالدوله، به ازدواج ناصرالدین شاه قاجار درآمد و ششمین همسر عقدی شاه بود. او دو سال و چهارماه پس از ازدواج، بلااولاد درگذشت.[۳۱]
- عزت‌ملک خانم اشرف‌السلطنه (۱۲۴۲–۱۲۹۴) در هشت سالگی (۱۲۵۰) به ازدواج محمدحسن خان اعتمادالسلطنه درآمد و پس از درگذشت او (۱۲۷۴) با سید حسین آل ثابت نایب‌التولیه آستان قدس رضوی ازدواج کرد.[۳۲]
- عصمت دولتشاهی (۱۲۸۴–۱۳۷۴) با رضاشاه پهلوی ازدواج کرد و صاحب پنج فرزند شد: عبدالرضا، احمدرضا، محمودرضا، فاطمه و حمیدرضا پهلوی.
- فرح‌السلطنه دولتشاهی، دختر احمد میرزا یمن‌الدوله، ابتدا با سالارالدوله پسر مظفرالدین شاه و سپس با میرزا حسن رئیس‌المجاهدین پسر شیخ‌الاسلام قزوین ازدواج کرد.
- گوهرتاج خانم ابتهاج‌السلطنه، دختر امامقلی میرزا عمادالدوله، با ابوالنصر میرزا پسر مراد میرزا حسام‌السلطنه ازدواج کرد و صاحب دو فرزند شد: جهانگیر مراد (آهنگساز و نوازنده) و گوهرملک خانم مبتهج‌الدوله که به ازدواج غلامعلی دولتشاهی درآمد[۳۳]
- محمدعلی دولتشاهی (مشکوه‌الدوله) با اخترالملوک هدایت دختر اعتضادالملک هدایت ازدواج کرد. صادق هدایت برادرزن و حاجی‌علی رزم‌آرا (نخست‌وزیر ایران در سال ۱۳۲۹) باجناغ مشکوه‌الدوله محسوب می‌شدند.[۳۴]
- مهین دولتشاهی (دختر محمدعلی میرزا مشکوه‌الدوله) با مظفر فیروز پسر نصرت‌الدوله (از دفترالملوک دختر نجم‌السلطنه و میرزا هدایت‌الله وزیردفتر) ازدواج کرد.[۳۵]
- مینو دولتشاهی، همسر اول او حمیدرضا پهلوی بود.[۳۶]
- سودابه صفدری‌قاجار (۱۲۸۰–۱۳۵۸) دختر صفدر میرزا عطاءالسلطنه نواده محمدعلی میرزا دولتشاه، با محمدتقی بهار ازدواج کرد. مهرداد بهار (۱۳۰۸–۱۳۷۱) حاصل این ازدواج بود.[۳۷]
- منیژه صفدری قاجار با معتصم‌السلطنه فرخ (۱۲۶۵–۱۳۵۲) نویسنده، دیپلمات و سناتور، ازدواج کرد.[۳۷]
- نادر نادرپور، مادر او از خاندان دولتشاهی بود.[۳۸]
- سیما کوبان از طرف مادری از شاهزاده‌های دولتشاهی است.[۳۹]
- غلامرضا رشید یاسمی از جانب مادر نوه محمدباقر میرزا خسروی کرمانشاهی و در نتیجه از اعقاب دولتشاه بود.
- یکی از دختران دولتشاه به ازدواج سید سعید بن سلطان بن ثابت بن درویش آل ثابت (متوفی ۱۲۸۵ هـ. ق) کلیددار حرمین کربلا درآمد.[۴۰] فرزند او سید حسین بن سعید ابتدا کلیددار کربلا و سپس نایب‌التولیه آستان قدس رضوی شد. همسر اول سید حسین خواهر ناصرالدین شاه و دومین همسر او اشرف‌السلطنه دختر امامقلی میرزا عمادالدوله بود. سید حسین جد خاندان ثابتی خراسان است.[۴۱]
- سلطنت خانم دولتشاهی (۱۲۵۹– ؟) دختر محمدحسین میرزا مؤیدالدوله (نوه طهماسب میرزا) با میر سید علی جناب، از علمای معروف اصفهان ازدواج کرد و مادر کمال‌الدین جناب (متخصص فیزیک هسته‌ای) و بی‌بی‌خانم جناب (مؤسس اولین مدرسه دخترانه اصفهان) است.[۴۲][۴۳]
- مهین شهابی (۱۳۱۲–۱۳۸۹) مادر او شاهزاده آغا دختر محمدحسین میرزا مؤیدالدوله (نوه طهماسب میرزا) بود.[۴۲][۴۳][۴۴]
- محمدحسین جلیلی، شاعر. مادر او افتخارالدوله دولتشاهی دختر حسینقلی‌میرزا عمده‌السلطنه پسر علیقلی میرزا صارم‌الدوله پسر امام‌قلی‌میرزا عمادالدوله بود.[۴۵]
- انور خامه‌ای
- رکسانا دولتشاهی دختر بزرگ سیامک دولتشاهی فرزند یداله میرزا دولتشاهی.
- مهرافروز دولتشاهی دختر دوم و خواهر کوچک رکسانا دولتشاهی فرزند سیامک دولتشاهی.[۴۶]

## نگارخانه

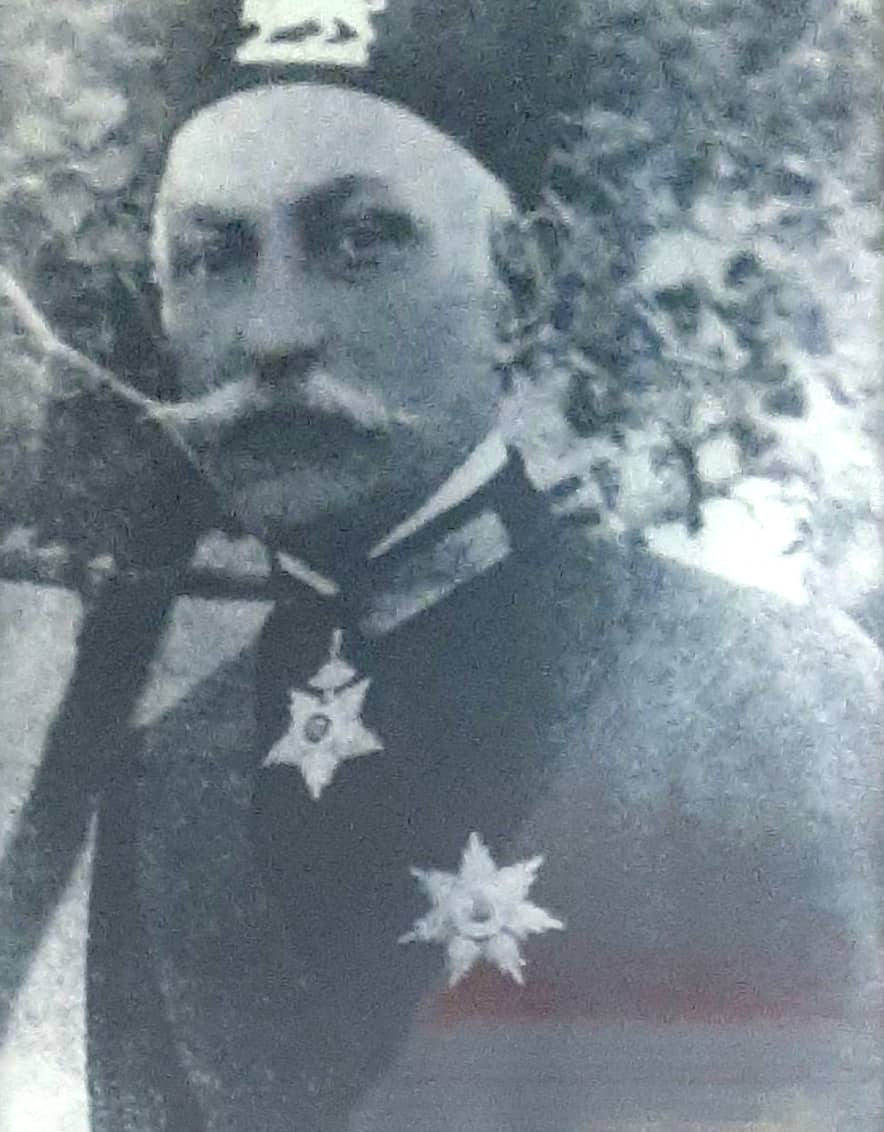
شاهزاده موید السلطان (عبدالصمد میرزا دولتشاهی)فرزندشاهزاده تهماسب میرزا

## یادداشت
1. ↑  او دکترای افتخاری فلسفه داشت و نوشته‌های زیادی با مضامین فلسفی و مذهبی در مجلات و روزنامه‌های گوناگون منتشر کرده‌است. به عنوان نمونه نگاه کنید به: هرچه واقع شود مصلحت است در مجله جهان دانش، شماره ۱ (فروردین ۱۳۳۹)، عبرت از تحولات نوروزی در مجله معارف جعفری (دی ماه ۱۳۴۳) و اسلام و صلح جهانی در نشریه معارف جعفری شماره ۱۰ (خرداد ماه ۱۳۴۹)